# راشتزوپوگ
راشتزوپوگ (به آلمانی: Rechtsupweg) یک شهر در آلمان است که در آوریش واقع شده‌است. راشتزوپوگ ۲٬۰۷۳ نفر جمعیت دارد.